# Лямов, Василий Павлович
Василий Павлович Лямов — советский хозяйственный, государственный и политический деятель.

## Биография
Родился в 1911 году в Пермской губернии. Член ВКП(б).
С 1930 года — на хозяйственной, общественной и политической работе. В 1930—1962 гг. — секретарь комитета ВЛКСМ горы Магнитной, 1-й секретарь Искитимского районного комитета ВЛКСМ, председатель Исполнительного комитета Нарымского окружного Совета, секретарь Томского областного комитета ВКП(б) по кадрам, 2-й секретарь Якутского областного комитета ВКП(б), секретарь Кировского областного комитета КПСС, заместитель председателя Исполнительного комитета Кировского областного Совета.
Избирался депутатом Верховного Совета РСФСР 3-го и 4-го созывов.